# Dominikos Theotokopoulos Kris epoiei
Dominikos Theotokopoulos Kris epoiei è una mini serie-tv del 2008 diretta da Antonis Papadoupoulos e basato sulla vita del pittore greco El Greco.